# Torre Banco Sabadell
La Torre Banco Sabadell, conocida popularmente con el nombre antiguo de «Banco Atlántico», es un edificio diseñado por Santiago Balcells y Francesc Mitjans, ubicado en plena avenida Diagonal 407, en el distrito del Ensanche de Barcelona, España. La torre es propiedad del Banco Sabadell, y en ella se encontraban su sede corporativa y sus oficinas centrales hasta su traslado definitivo al centro financiero de San Cugat del Vallés.

## Historia
El edificio fue construido entre 1965 y 1969, por encargo del Banco Atlántico, para albergar en él, sus oficinas centrales. Se encuentra ubicado en plena avenida Diagonal, en la confluencia con las calles Balmes y París del distrito del Ensanche de Barcelona.
Sus arquitectos Santiago Balcells (autor del edificio del Banco Transatlántico en Paseo de Gracia) y Francesc Mitjans (autor entre otros del diseño del Camp Nou) se inspiraron en la Torre Pirelli de Milán, Italia, tanto en la disposición geométrica del edificio, como en los materiales, con utilización predominante del vidrio, aluminio y acero. Tras su inauguración, fue el edificio más alto de la ciudad durante un año, hasta la culminación de la Torre Colón (1970). La torre tiene una altura de 83 metros y 24 plantas y fue remodelada por completo en 2007.